# Emad Mohammed
Emad Mohammed Ridha (ur. 24 lipca 1982 w Karbali) – iracki piłkarz, reprezentant kraju grający na pozycji napastnika.

## Kariera piłkarska
Przygodę z futbolem rozpoczął w 1998 w klubie Al-Zawraa. W 2002 został zawodnikiem klubu Al-Gharrafa. W 2003 powrócił do Al-Zawraa. W 2004 ponownie grał w Al-Gharrafa. W 2004 przeszedł do Al-Wakra. W 2005 przeszedł do Foolad F.C. Od 2006 był zawodnikiem Sepahan F.C. W 2010 przeszedł do egipskiego Zamalek SC. W 2011 został przez ten klub wypożyczony do Shahin Bushehr F.C. W 2011 powrócił do Sepahan F.C., w którym w 2012 zakończył karierę piłkarską.

## Kariera reprezentacyjna
Karierę reprezentacyjną rozpoczął w 2000. Uczestnik Igrzysk Olimpijskich 2004. W 2009 został powołany przez trenera Velibora Milutinovicia na Puchar Konfederacji 2009, gdzie Irak odpadł w fazie grupowej. Brał udział w Pucharze Azji 2011. W sumie w reprezentacji wystąpił w 103 spotkaniach i strzelił 28 bramki.